# Our Lady of Graces (Żabbar)

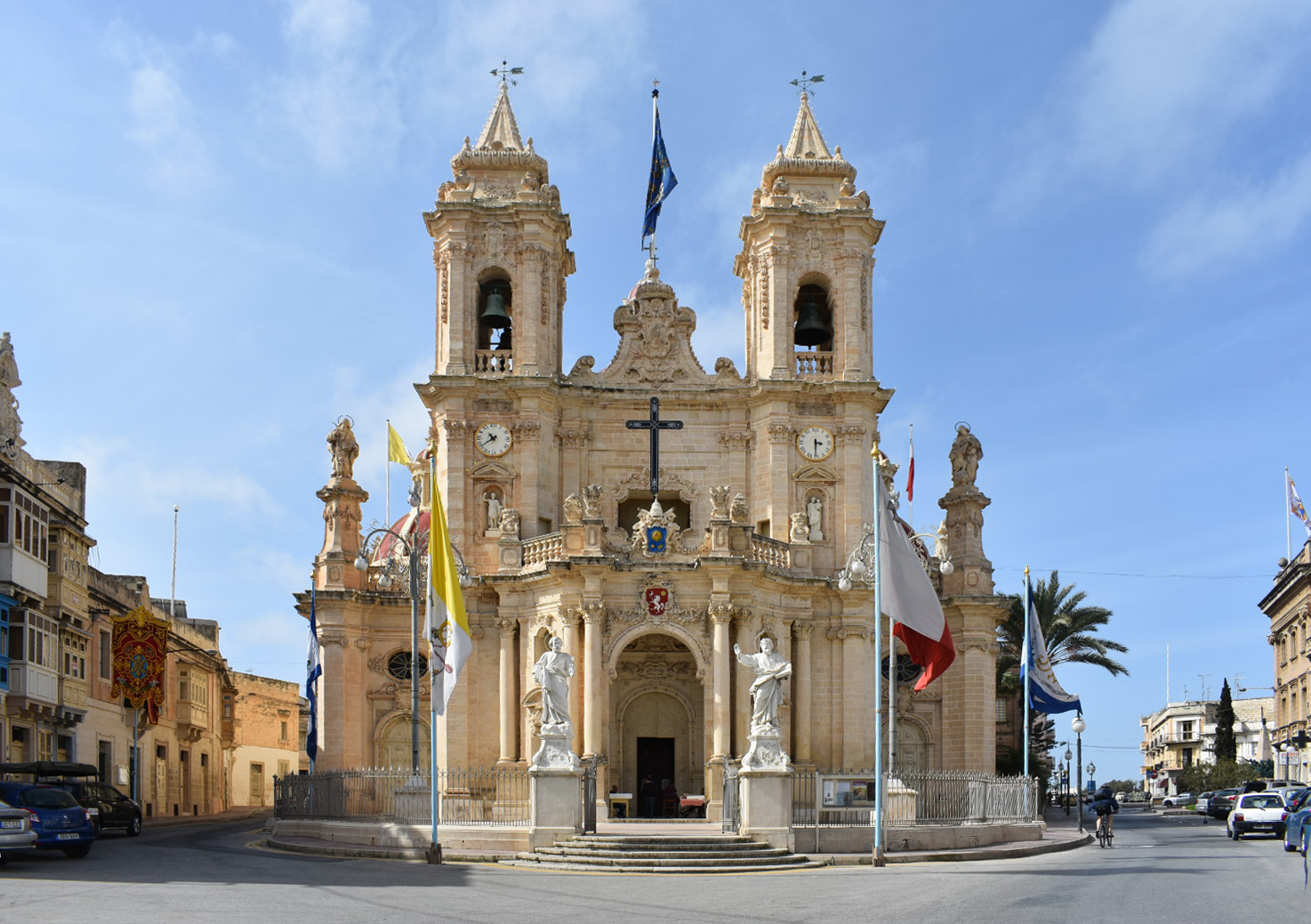
Fassade der Pfarrkirche Our Lady of Graces in Żabbar

Die Pfarrkirche Our Lady of Graces (maltesisch Knisja Parrokkjali tal-Madonna tal-Grazzji, englisch auch Parish Church of the Madonna of Graces) ist ein römisch-katholisches Kirchengebäude in Żabbar auf der maltesischen Hauptinsel Malta. Sie steht als Grade-1-Monument unter Denkmalschutz und ist im National Inventory of the Cultural Property of the Maltese Islands unter der Nummer 2077 aufgeführt. Die Kirche wurde ab 1641 von dem Architekten Tomasso Dingli erbaut.
Ihr Bauplan folgt dem zur Bauzeit üblichen kreuzförmigen Grundriss mit dreischiffigem Langhaus. Ungewöhnlich ist die Gestaltung der Fassade mit einem ausladenden Portikus. Dieser wird von einer geschwungenen Säulenreihe mit einem rechtwinklig verkröpften Giebel gebildet, darüber befinden sich aufwändig gestaltete Gesimse und Balustraden. Der Mittelteil der Fassade wird von drei Öffnungen durchbrochen, einer in der Mitte und zweien an den Seiten. Die seitlichen Öffnungen sind als Figurennischen ausgebildet, die mittlere Öffnung ist ein Fenster. Jede der drei Einbuchtungen der Fassade endet in einer Säule mit korinthischem Kapitell. Darüber erheben sich zwei Glockentürme mit Pyramidendächer. Der Mittelteil der Fassade trägt ein Kreuz. Die Vierung wird von einer hohen Kuppel überspannt, auch die Seitenschiffe tragen kleinere Kuppeln.
An die Kirche angrenzend steht das Żabbar Sanctuary Museum.